# Yotsu-Sumō
Das Yotsu-Sumō (jap. 四つ相撲) ist ein Kampfstil innerhalb des Sumo-Ringsports und ist das technisch anspruchsvolle Anwenden von Griffen und Würfen am Mawashi (Gürtel) des Gegners.
In den meisten Kämpfen folgt dem Tachi-Ai, dem Zusammenprall der Kämpfer nach dem Start, ein kurzer Schlagabtausch mit Tsuppari (Schlägen mit der flachen Hand), während beide Rikishi einen idealen Griff am Gürtel des Gegners suchen, andererseits auch den anderen am Griff zu hindern versuchen. 
Viele Techniken des Werfens sind äußerst anspruchsvoll und daher gegen einen ähnlich starken Gegner selten durchführbar. Die häufigsten Wurftechniken sind der Uwatenage (Überarmwurf mit einer Hand über den Arm des Gegners an den Mawashi) und der Shitate-Nage (Unterhandwurf: ebenso, nur dass unter dem Arm des Gegners hindurchgegriffen wird). 
In der zeitgenössischen Sumo-Welt war der Yokozuna Asashōryū für seine technisch beschlagenen Würfe bekannt. Viele Kämpfe werden jedoch bereits durch Tsuppari ohne eine Hand am Mawashi entschieden.
Die andere große Stilrichtung im Sumo wird Oshi-Sumo oder Tsuki-Oshi-Sumo genannt. Ihre Vertreter verlassen sich auf Schläge und Stöße.